# Problema de Simon
Na  teoria da complexidade computacional e em  Computação quântica, o problema de Simon nos é dado em uma função (implementada por uma caixa preta) de cordas de n bits a cordas de n bits, {\displaystyle f:\{0,1\}^{n}\rightarrow \{0,1\}^{n}} que é garantida a satisfazer a propriedade de que para alguns {\displaystyle s\in \{0,1\}^{n}} que tem para todos {\displaystyle y,z\in \{0,1\}^{n}}, {\displaystyle f(y)=f(z)} se e somente se {\displaystyle y=z} ou {\displaystyle y\oplus z=s}. Daniel Simon, em 1994, apresentou um algoritmo quântico, normalmente chamado algoritmo de Simon que resolve o problema exponencialmente mais rápido do que qualquer (determinístico ou probabilístico) algoritmo.